# Pseudotriacanthus strigilifer
Pseudotriacanthus strigilifer är en fiskart som först beskrevs av Theodore Edward Cantor 1849.  Pseudotriacanthus strigilifer ingår i släktet Pseudotriacanthus och familjen Triacanthidae. Inga underarter finns listade i Catalogue of Life.